# Trifolium fontanum
Trifolium fontanum är en ärtväxtart som beskrevs av Jevgenij Grigorjevitj Bobrov. Trifolium fontanum ingår i släktet klövrar, och familjen ärtväxter. Inga underarter finns listade i Catalogue of Life.